# Verfasste Studierendenschaft (DHBW)
Die Verfasste Studierendenschaft der Dualen Hochschule Baden-Württemberg (DHBW) wird auf zentraler Ebene durch den Allgemeinen Studierendenausschuss (AStA) und dem Studierendenparlament (StuPa) vertreten. Der AStA ist das Exekutivorgan und repräsentiert die Verfasste Studierendenschaft der DHBW nach außen, das StuPa bildet das Legislativorgan der Verfassten Studierendenschaft der DHBW und ist somit das höchste beschlussfassende Organ. Zusätzlich ist auf zentraler Ebene eine Beschwerde- und Schlichtungskommission als Judikative eingerichtet, die in Streitfällen oder ähnlichem hinzugezogen werden kann. Nach dem Landeshochschulgesetz (LHG) bilden alle Studenten einer Hochschule die Verfasste Studierendenschaft dieser Hochschule. Die Verfasste Studierendenschaft der DHBW umfasst damit rund 34.000 Studierende.

## Aufbau
- Auf dezentraler Ebene bilden alle Studierende eines Fachbereiches einer Studienakademie die sogenannten Bereichsversammlungen. Diese wählen die Bereichssprechenden und deren Stellvertretungen, sowie Studierende der einzelnen Fachbereiche, die als studentische Vertretung und deren Stellvertretungen im örtlichen Senat und örtlichen Hochschulrat vertreten sind (Vgl. § 27c sowie § 27d LHG). Die Bereichsversammlung wird an jedem Studienbereich, getrennt nach den Studienbereichen Technik, Wirtschaft und Sozialwesen gebildet.
- Die gewählten Bereichssprecher sowie deren Stellvertretungen bilden je Studienakademie der DHBW eine studienbereichsübergreifende Studierendenvertretung (StuV). Jede StuV wählt aus ihrer Mitte die Studierendensprecherin bzw. den Studierendensprecher sowie ihre oder seine Stellvertretung.
- Für die Vertretung auf zentraler Ebene wählen alle immatrikulierten Studierenden der DHBW durch Listenwahl das StuPa[1], welches die Legislative der Verfassten Studierendenschaft der DHBW ist.
- Die Mitglieder des StuPa wählen zehn weitere Mitglieder sowie deren Stellvertretungen, die gemeinsam mit den Studierendensprechern der dezentralen StuV den AStA bilden. Der AStA ist die Exekutive der Verfassten Studierendenschaft der DHBW.
- Zusätzlich wählen die Mitglieder des StuPa die oder den Vorsitzenden des AStA sowie deren oder dessen zwei Stellvertretungen.

Sämtliche Stufen sind als Teil der Verfassten Studierendenschaft rechtsfähige Körperschaften des öffentlichen Rechts und als solche eine Gliedkörperschaft der Dualen Hochschule Baden-Württemberg (vgl. § 65 LHG). Zusätzlich gibt es noch weitere gesetzlich garantierte studentische Vertreter in Hochschulkollegialorganen wie dem Senat (Vgl. § 19 LHG), im Aufsichtsrat (Vgl. DHBW-Grundordnung), in den Fachkommissionen sowie der Kommission für Qualitätssicherung (Vgl. § 20a IV LHG), dem örtlichen Hochschulrat an den einzelnen Studienakademien (Vgl. § 27b LHG) und im örtlichen Senat an den einzelnen Studienakademien (Vgl. § 27c LHG).

## Aufgaben
- Während die StuV auf lokaler Ebene den Kontakt von Studierenden zu Verwaltung, Professoren, Studierendenwerken und der Öffentlichkeit hält, ist dies überregional, v. a. in Themen die mit dem Präsidium zu tun haben, die Aufgabe des AStA. Die Aufteilung in lokale und überregionale Themen besteht auch für die anderen Aufgaben.
- Das Ziel des AStA ist die konstruktive Zusammenarbeit mit der Leitung der DHBW, den Hochschulorganen und der Politik, um so die DHBW zielorientiert weiterzuentwickeln.
- Das StuPa erlässt die Satzungen und Ordnungen der Verfassten Studierendenschaft der DHBW und regelt per Beschlüsse die Aufgaben und Tätigkeiten des AStA. Zusätzlich genehmigt das StuPa den Haushaltsplan der Verfassten Studierendenschaft der DHBW und kann diesen ändern.
- Vertretung der studentischen Interessen durch Mandate in Hochschulgremien, wie dem örtlichen Hochschulrat und dem Senat und Teilnahme an Berufungsausschüssen.
- Die lokalen StuV und der AStA sind Ansprechpartner für alle studentischen Themen, Probleme und Anliegen.
- Organisation und Durchführung von Freizeitangeboten und Seminaren für Studierende.

## Ämter und Amtsträger
- Der Vorsitz des AStA wird vom StuPa aus dem AStA heraus gewählt. Der Vorsitz des AStA setzt sich aus einer oder einem Vorsitzenden und zwei Stellvertretungen zusammen. Als höchstes Amt des AStA leitet der Vorsitz den AStA und repräsentiert ihn bei Terminen nach außen.
- Das Präsidium des StuPa wird vom StuPa aus dem StuPa heraus gewählt. Das Präsidium des StuPa setzt sich aus einer Präsidentin oder einem Präsidenten und zwei Mitgliedern des Präsidiums zusammen. Als höchstes Amt des StuPa leitet das Präsidium die Sitzungen des StuPa.
- Die Studierendensprecherinnen und Studierendensprecher werden je Studienakademie von den Bereichssprecherinnen und Bereichssprechern und deren Stellvertretungen gewählt. Pro Standort gibt es eine Studierendensprecherin oder einen Studierendensprecher und einen Stellvertretung. Als höchstes Amt der Studierendenvertretung am Standort leitet die Studierendensprecherin oder der Studierendensprecher die Sitzungen der StuV und vertritt die Studierendenschaft seines Standortes bei regionalen Terminen.

AStA Vorsitz
- Nils Fast (Vorsitzender)
- Felix Hüftle
- Christopher Groshert

Präsidium des StuPa
- Alexander Zorn (Präsident)
- Yanis Chlamidis
- Katharina Sagmeister

| Jahr  | AStA Vorsitz              | StuPa Präsident*in   |
| ----- | ------------------------- | -------------------- |
| 09/10 | Martin Heller             | -                    |
| 10/11 | Dominik Gaugler           | -                    |
| 11/12 | Jörg Willburger           | -                    |
| 12/13 | Manuel Nikolaou           | -                    |
| 13/14 | Alexandra Klein           | Patrick Strittmatter |
| 14/15 | Alexandra Klein           | Tabea Huslisti       |
| 15/16 | Alexander Schöpke         | Steeven Schawe       |
| 16/17 | Felix Vatter              | Oliver Scholz        |
| 17/18 | Maximilian Heck           | David Bohnert        |
| 18/19 | Georg Frey                | Ferdinand Pfändner   |
| 19/20 | Thomas Keuthen            | Niklas Renner        |
| 20/21 | Thomas Keuthen            | Markus Hertel        |
| 21/22 | Thomas Keuthen            | Tamara Hirsch        |
| 22/23 | Maximilian Hardtke        | Maya Funken          |
| 23/24 | Anna Gögelein             | Maya Funken          |
| 24/25 | Daniel Korobow, Nils Fast | Heiko Warnke         |